# Christoph Bode (Anglist)

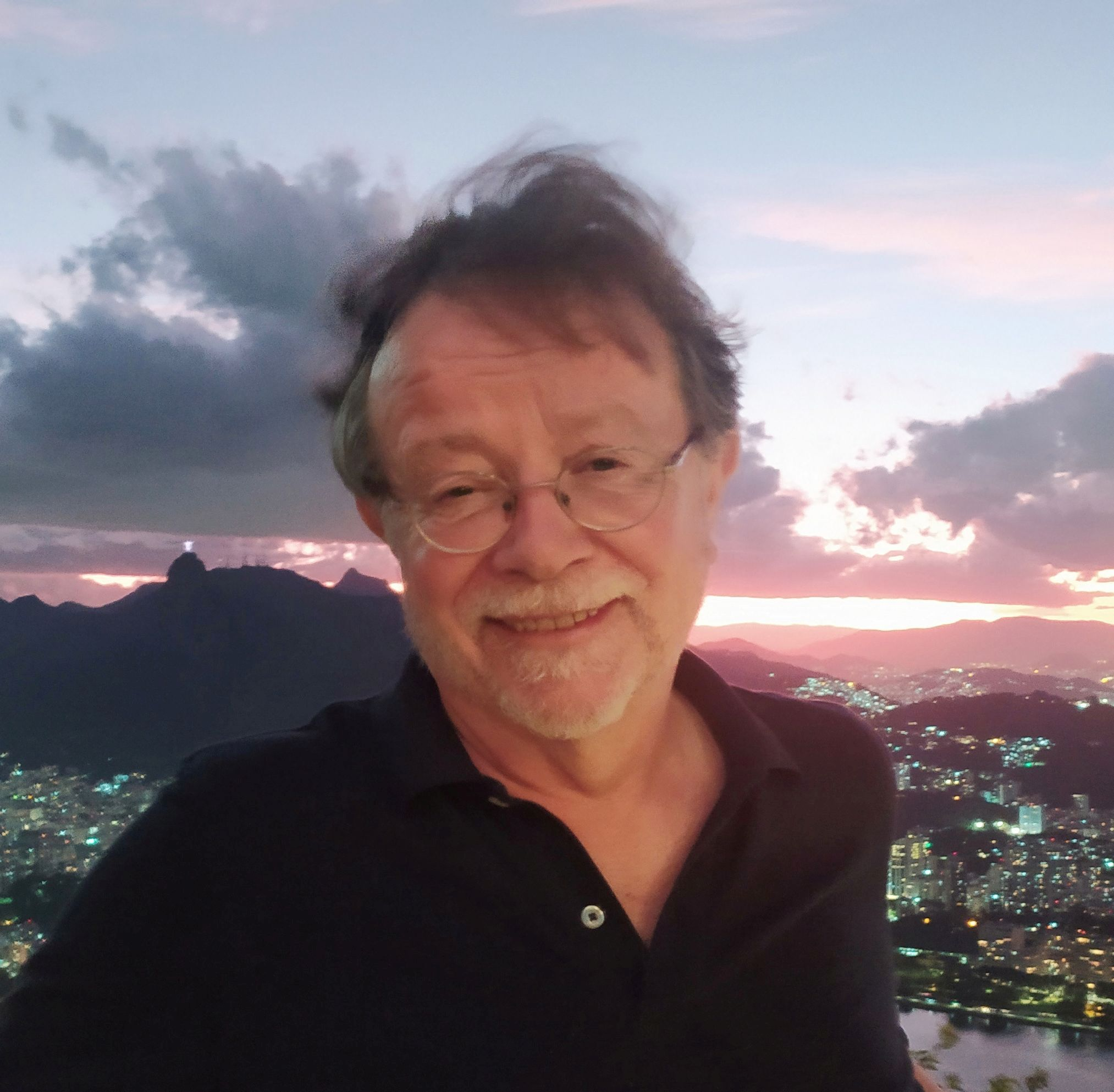
Christoph Bode (2022)

Christoph Bode (* 13. Mai 1952 in Siegen) ist ein deutscher Anglist und Amerikanist und war bis 2018 Inhaber des Lehrstuhls für Englische Literatur der Moderne am Department für Anglistik und Amerikanistik der Fakultät für Sprach- und Literaturwissenschaften der Ludwig-Maximilians-Universität München.

## Schule und Studium
Christoph Bode ist das zweite Kind des Privatschuldirektors und Universitätslektors für Anglistik und Amerikanistik Adolf Bode (1915–1987) und seiner Frau Ute Bode (1924–2012), geb. Kuss. Im Jahr 1971 legte Bode das Abitur am Städtischen Gymnasium Siegen (heute Gymnasium am Löhrtor) ab und studierte anschließend Englisch, Geographie und Philosophie/Pädagogik an der Philipps-Universität Marburg und am University College, Cardiff, Großbritannien. Auf das Staatsexamen 1976 folgten 1978 die Promotion (Anglistik, Amerikanistik, Philosophie/Pädagogik) sowie der Zivildienst (1978 bis 1980).

## Beruflicher Werdegang
Seit 1977 war Bode am Englischen Seminar der Christian-Albrechts-Universität Kiel beschäftigt, wo er 1986 seine Habilitation abschloss und erst als Akademischer Rat und ab Mitte 1989 als Hochschuldozent tätig war. Von Oktober 1989 bis März 1990 übernahm er an der Justus-Liebig-Universität Gießen die Vertretung einer Professur für englische und amerikanische Literatur und wurde in Kiel 1991 zum Außerplanmäßigen Professor ernannt. 1992 erfolgte ein Ruf an die Otto-Friedrich-Universität Bamberg auf eine Professur für englische und amerikanische Literaturwissenschaft. 1997 war Bode als Visiting Professor an der University of California, Los Angeles. 2000 erhielt er einen Ruf an die Ruprecht-Karls-Universität Heidelberg und parallel dazu einen weiteren auf eine C4-Professur für „Englische Literatur der Moderne“ an die Ludwig-Maximilians-Universität München mit Ernennung zum Direktor des Departments für Anglistik und Amerikanistik im April 2001. Seitdem hatte er Gastprofessuren an der University of California, Berkeley (2012), an der Tsinghua University in Beijing (2015) und an der University of Sichuan, Chengdu, (ebenfalls 2015) inne. 2016 war er Mercator Fellow am Graduiertenkolleg „Modell Romantik“ der Friedrich-Schiller-Universität Jena und nach seiner Pensionierung im April 2018 Erasmus Scholar an der Jagiellonen-Universität in Krakau, 2019 Distinguished Guest (Visiting Professor) an der Chinesischen Universität Hongkong.

### Schwerpunkte in Forschung und Lehre
Im Zentrum von Bodes Forschung stehen die Literatur der britischen und europäischen Romantik, Lyrik- und Erzähltheorie sowie britische Reiseliteratur. Er war von 2001 bis 2013 1. Vorsitzender der Gesellschaft für englische Romantik (seit 2013 2. Vorsitzender mit dem Aufgabenbereich „International Relations“) und engagiert sich für die engere Vernetzung der deutschen anglistischen Romantikforschung mit der britischen und amerikanischen (British Association for Romantic Studies bzw. North American Society for the Study of Romanticism) sowie der japanischen (Japan Association for English Romanticism), skandinavischen (Nordic Association for Romantic Studies) und französischen (Société d'Etudes Romantiques Anglaises). Zwischen 2000 und 2006 war Bode European Convener der Wordsworth Summer Conference in Grasmere, England. Er hat seit 1997 16 internationale Konferenzen und Workshops, allesamt im Bereich der Romantikforschung, organisiert oder mitorganisiert. Bode erhielt 2008 einen Advanced Investigator Grant vom European Research Council für das Projekt Narrating Futures (2009–2012).

## Mitgliedschaften
Bode ist Mitglied in etwa einem Dutzend akademischen Vereinigungen, darunter
- Ordentliches Mitglied der Academia Europaea (2011)[3]
- Deutscher Anglistenverband (im Beirat 1998–2002)
- North American Society for the Study of Romanticism (NASSR)
- British Association for Romantic Studies (BARS)

## Förderungen und Auszeichnungen
- 2007 Christensen Fellowship der University of Oxford (Visiting Fellow of St Catherine's College)
- 2007 Aufnahme als Corresponding Fellow in die English Association von Großbritannien
- 2007/2008 Forschungsjahr für das Projekt Diskursive Konstruktion von subjektiver und nationaler Identität in der englischen Romantik, finanziert durch die Deutsche Forschungsgemeinschaft
- 2008/2009 Forschungsjahr für das Projekt Geschichte der englischen Reiseliteratur, finanziert aus Mitteln der Exzellenzinitiative des Bundes.
- 2009–2012 Advanced Investigator Grant des European Research Council für das Forschungsprojekt Narrating Futures.[4]
- 2013 Bundesverdienstkreuz am Bande für herausragende Verdienste in Forschung und Nachwuchsförderung
- 2015 Walker Ames Lecture Award der University of Washington, Seattle
- 2015 Aufnahme in das High-End Foreign Experts Program der Volksrepublik China
- 2015 Erneutes Fellowship von St Catherine's College, Oxford
- 2016 Mercator Fellow am Graduiertenkolleg "Modell Romantik" der Friedrich-Schiller-Universität Jena

## Gutachter- und Beratertätigkeit
Bode führte Gutachtertätigkeiten durch für die Deutsche Forschungsgemeinschaft, Alexander von Humboldt-Stiftung, Volkswagenstiftung, Max Weber Stiftung, Fritz Thyssen Stiftung, Österreichische Akademie der Wissenschaften, den Schweizer Nationalfonds zur Förderung der wissenschaftlichen Forschung, die Studienstiftung des deutschen Volkes, das European Research Council, Cusanuswerk, die Zeitschriften European Romantic Review, Studies in Romanticism und Literature Compass, die Verlage Routledge und Edinburgh University Press, sowie für den Leverhulme Trust. Er war 2007 bis 2011 Mitglied des Hochschulrates der Otto-Friedrich-Universität Bamberg, von 2004 bis 2018 Mitglied des Prüfungshauptausschusses G des Bayerischen Kultusministeriums und ist seit 2015 Mitglied des Chinese Academic Network-Beirat der LMU München.

## Veröffentlichungen

### Monographien
Siebzehn Monographien, darunter
- Aldous Huxley, „Brave New World“, Wilhelm Fink Verlag, München 1985. (Text und Geschichte: Modellanalysen zur englischen und amerikanischen Literatur, Bd. 13; utb 1312); 2., verbesserte Auflage 1993.
- Ästhetik der Ambiguität: Zu Funktion und Bedeutung von Mehrdeutigkeit in der Literatur der Moderne, Max Niemeyer Verlag, Tübingen 1988. (Konzepte der Sprach- und Literaturwissenschaft, Bd. 4).
- Der Roman: Eine Einführung, Francke, Tübingen 2005; 2., erweiterte Auflage 2011; engl. Ausgabe "The Novel: An Introduction", Wiley-Blackwell, Oxford/Malden, MA, 2011.
- Selbst-Begründungen: Diskursive Konstruktion von Identität in der britischen Romantik 1: Subjektive Identität, Wissenschaftlicher Verlag Trier, Trier 2008.
- Fremd-Erfahrungen: Diskursive Konstruktion von Identität in der britischen Romantik 2: Identität auf Reisen, Wissenschaftlicher Verlag Trier, Trier, 2009.
- Future Narratives: Theory, Poetics, and Media-Historical Moment (zusammen mit Rainer Dietrich), Berlin/New York: Walter de Gruyter, 2013.
- Vom Innehalten: Anhand einiger Gedichte der englischen Romantik, Format, Gera/Jena, 2017.

### Herausgeberschaft und Mitherausgeberschaft
Dreizehn Editionen, darunter zusammen mit
- Hugo Keiper und Richard J. Utz, Nominalism and Literary Discourse: New Perspectives, Amsterdam/Atlanta: Rodopi, 1997. (Critical Studies, Vol. 10).
- Ulrich Broich, Die Zwanziger Jahre in Großbritannien: Literatur und Gesellschaft einer spannungsreichen Dekade, Tübingen: Gunter Narr Verlag, 1998.
- Sebastian Domsch, British and European Romanticisms: Selected Papers from the Munich Conference of the German Society for English Romanticism, Trier: Wissenschaftlicher Verlag Trier, 2007.
- (Alleinherausgeber) Romanticism and the Forms of Discontent, Wissenschaftlicher Verlag Trier, Trier, 2017.
- Zusammen mit Michael O’Sullivan, Eli Park Sorensen und Lukas Schepp, East-West Dialogues: The Transferability of Concepts in the Humanities, Peter Lang, Berlin/Bern/Bruxelles etc., 2020.

### Reihenherausgeber
- Seit 2001 als Vorstandsmitglied der Gesellschaft für englische Romantik Mitherausgeber der Reihe Studien zur englischen Romantik im Verlag Die Blaue Eule, ab Frühjahr 2005 bei WVT Trier.
- Seit 2007 Mitherausgeber der Reihe Münchener Universitätsschriften: Texte und Untersuchungen zur Englischen Philologie im Peter Lang Verlag. (Seit 2016 Munich Studies in English = MUSE)
- Seit 2007 Mitherausgeber der Reihe Literatur – Kultur – Theorie im Ergon Verlag, Würzburg.
- Narrating Futures, a five-volume book series, de Gruyter, Berlin/New York, 2013. (Vol. 1: Christoph Bode, Rainer Dietrich: Future Narratives: Theory, Poetics, and Media-Historical Moment; vol. 2: Felicitas Meifert: Playing the Text, Performing the Future: Future Narratives in Print and Digiture; vol. 3: Sabine Schenk: Running and Clicking: Future Narratives in Film; vol. 4: Sebastian Domsch: Storyplaying: Agency and Narrative in Video Games; vol. 5: Kathleen Singles: Alternate History: Playing with Contingency and Necessity).

### Aufsätze
Bode hat über 70 Aufsätze veröffentlicht, darunter
- Beyond/Around/Into One's Own: Reiseliteratur als Paradigma von Welt-Erfahrung, Poetica 26: 1–2 (1994), 70–87.
- Azores High, Iceland Low: The Location and Dynamics of Shakespeare's Meaning and Value, Historicizing/Contemporizing Shakespeare: Essays in Honour of Rudolf Böhm, eds. Christoph Bode, Wolfgang Klooß, Trier: WVT, 2000, 25–51.
- The Subject of Beachy Head, Charlotte Smith in British Romanticism, ed. Jacqueline Labbe, Pickering & Chatto, London, 2008, 57–69.
- Coleridge and Philosophy, The Oxford Handbook of Samuel Taylor Coleridge, ed. Frederick Burwick, Oxford University Press, Oxford, 2009, 588–619.
- Absolut Jena. Romanticism and Philosophy: Thinking with Literature, eds. Sophie Laniel-Musitelli, Thomas Constantinesco, Routledge, London/New York, 2015, 19–39.
- A Model of Models? Reconceptualizing European Romanticisms and the Form(s) of Historicity, Romantik erkennen – Modelle finden, eds. Sandra Kerschbaumer, Stefan Matuschek, Schöningh, Paderborn, 2019, 131–143.
- German Romanticism and the Sublime, The Cambridge Companion to the Romantic Sublime, ed. Cian Duffy, Cambridge University Press, Cambridge, 2023, 69–80.

### Rezensionen, Reviews, Lexikonartikel
Bode hat über 50 Rezensionen, Lexikonartikel und Handbucheinträge verfasst, schwerpunktmäßig zu Romantik und Literaturtheorie.

## Referenzen
- Bode, Christoph in Kürschners Deutscher Gelehrten-Kalender, 4 Teilbände. De Gruyter: Berlin (23. Ausgabe) 2011, ISBN 978-3-598-23630-3
- Ludwig-Maximilians-Universität München, Bode, Christoph in Annual Report on English and American Studies (AREAS), Herausgeber Anja Holderbaum, Anne Kimmes, Joachim Kornelius, Trier: WVT, 1 ff. (1991 ff.) (biannual) ISBN 978-3-86821-339-3